# Posto di movimento Cameri
Il posto di movimento Cameri è un posto di movimento ubicato sul tronco comune alle linee Arona-Novara e Luino-Novara. La gestione dell'impianto è affidata a Rete Ferroviaria Italiana.

## Storia
Cameri venne attivato successivamente all'attivazione della linea, in luogo della casa cantoniera posta al km 76+870, al fine di creare un nuovo punto di incroco sulla tratta lunga 13 km Vignale-Oleggio, a quel tempo interessata da abbontante traffico diretto ai valichi di Domodossola e di Pino-Tronzano.

## Strutture e impianti
L'impianto è dotato, fin dalla sua creazione di due binari passanti, di cui il secondo di corretto tracciato e il primo per incroci o precedenze. Nel 1961, in seguito all'elettrificazione a 3000 V in corrente continua avvenuta sull'intera linea, l'impianto fu dotato di un apparato centrale elettrico tipo SASIB, di deviatoi centralizati e fu sede del Posto di Blocco nº 6, che fu attivato contestualmente. Nel 1994, nell'ottica di un risparmio del personale ma soprattutto per la difficoltà data dal raggiungere una sede posta in un punto poco agevole e difficilmente raggiungibile tramite una strada campestre stretta e non asfaltata, nella località, ri-classificato come posto di movimento, fu attivato un apparato ACEI di tipo semplificato e telecomandato a distanza dalla stazione di Vignale. Nel 2016, nell'ottica del generale rifacimento degli apparati centrali dell'intera linea, l'ACEI viene sostituito da un apparato ACC e il telecomando viene spostato dalla stazione di Vignale a quella di Oleggio. Nei mesi successivi, a seguito di un accordo per il potenziamento degli impianti coinvolti nelle relazioni con la Svizzera, con relativo adeguamento degli stessi a modulo 750 (lunghezza del binario di incrocio necessaria ad ospitare un treno) i deviatoi della località di servizio, originariamente percorribili solo a 30 km/h, vengono sostituiti con altri percorribili a 60 km/h.

## Movimento
La località di servizio permette gli incroci tra i treni che percorrono la tratta a semplice binario Vignale-Oleggio.